# Acrocephalus (zoologia)
Acrocephalus Naumann & Naumann, 1811 è un genere di uccelli della famiglia Acrocephalidae. Gli individui di questo genere sono chiamati cannaiole, cannareccioni e forapagli.

## Tassonomia
Comprende le seguenti specie:
- Acrocephalus griseldis  (Hartlaub, 1891) - cannareccione di Bassora
- Acrocephalus brevipennis  (Keulemans, 1866) - cannaiola di Capo Verde
- Acrocephalus rufescens (Sharpe & Bouvier, 1877)
- Acrocephalus gracilirostris  (Hartlaub, 1864)
- Acrocephalus newtoni  (Hartlaub, 1863) - cannaiola del Madagascar
- Acrocephalus sechellensis  (Oustalet, 1877)
- Acrocephalus rodericanus  (Newton, A, 1865)
- Acrocephalus arundinaceus (Linnaeus, 1758) - cannareccione
- Acrocephalus orientalis  (Temminck & Schlegel, 1847)
- Acrocephalus stentoreus  (Hemprich & Ehrenberg, 1833)
- Acrocephalus australis  (Gould, 1838)
- Acrocephalus familiaris  (Rothschild, 1892)
- Acrocephalus luscinius † (Quoy & Gaimard, 1830)
- Acrocephalus hiwae  (Yamashina, 1942)
- Acrocephalus nijoi † (Yamashina, 1940)
- Acrocephalus yamashinae †  (Taka-Tsukasa, 1931)
- Acrocephalus astrolabii †  Holyoak & Thibault, 1978
- Acrocephalus rehsei  (Finsch, 1883)
- Acrocephalus syrinx  (Kittlitz, 1833)
- Acrocephalus aequinoctialis  (Latham, 1790)
- Acrocephalus percernis  (Wetmore, 1919)
- Acrocephalus caffer  (Sparrman, 1786)
- Acrocephalus longirostris †  (Gmelin, JF, 1789)
- Acrocephalus musae †  (Forster, JR, 1844)
- Acrocephalus mendanae Tristram, 1883
- Acrocephalus atyphus  (Wetmore, 1919)
- Acrocephalus kerearako Holyoak, 1974
- Acrocephalus rimitarae  (Murphy & Mathews, 1929)
- Acrocephalus taiti Ogilvie-Grant, 1913
- Acrocephalus vaughani  (Sharpe, 1900)
- Acrocephalus bistrigiceps Swinhoe, 1860
- Acrocephalus melanopogon  (Temminck, 1823) - forapaglie castagnolo
- Acrocephalus paludicola  (Vieillot, 1817)
- Acrocephalus schoenobaenus (Linnaeus, 1758) - forapaglie
- Acrocephalus sorghophilus  (Swinhoe, 1863)
- Acrocephalus concinens  (Swinhoe, 1870)
- Acrocephalus tangorum La Touche, 1912
- Acrocephalus orinus Oberholser, 1905 - cannaiola beccogrosso
- Acrocephalus agricola  (Jerdon, 1845)
- Acrocephalus dumetorum Blyth, 1849
- Acrocephalus scirpaceus  (Hermann, 1804) - cannaiola
- Acrocephalus baeticatus  (Vieillot, 1817)
- Acrocephalus palustris  (Bechstein, 1798) - cannaiola verdognola